# Cojzova koča na Kokrskem sedlu
Cojzova koča na Kokrskem sedlu (1793 m) je planinska postojanka, ki stoji na Kokrskem sedlu (včasih Velika vrata). Sedlo na jugu omejuje ostenje Kalške gore, proti severu pa pobočja Grintovca in Jezerske Kočne. Proti vzhodu se zložno spušča v dno Kamniške Bistrice, na zahodu pa mimo kmetije Suhadolnik v dolino Kokre. Imenovana je po bratih Karlu Zoisu (1756–1799), botaniku, in Žigi Zoisu (1747–1819), naravoslovcu in mentorju slovenskih pisateljev.
Prvotno kočo je leta 1897 zgradila sekcija Kranjskega nemškega in avstrijskega planinskega društva. Koča je bila iz macesnovega lesa, 10 m dolga, 7 m široka, imela je 2 kleti, 2 sobi, 2 spalnici, na podstrešju pa še spalnico, sobo za vodnike in za oskrbnika.
Po prvi svetovni vojni je koča prešla v slovenske roke (SPD). Fran Lapajne je zapisal: »Koča je zelo primerno urejena: poleg kuhinje je prostorna soba za turiste, moška in ženska spalnica imata vsaka po 5 postelj, v podstrešju je za približno 24 oseb skupno ležišče. Po vojnem prevratu so kočo neznani zlikovci oplenili in grdo podrapali. Treba je bilo dokaj časa in izdatnih denarnih sredstev, da se je spravila v dobro stanje.«
Po 2. svetovni vojni jo je v upravljanje prevzelo PD Kamnik. Ko je koča postala premajhna in neustrezna za tedanji čas, so jo leta 1966 obnovili in povečali. Leta 1967 so iz Konca v Kamniški Bistrici napeljali tudi tovorno žičnico. Leta 1986 je bila napeljana voda od 900m oddaljenega izvira. Istega leta so začeli h koči graditi nov velik prizidek. Obnova je bila končana leta 1988 in odprta ob 95-letnici ustanovitve Kamniške podružnice SPD, 18. septembra 1988.
Koča je običajno odprta od začetka junija do sredine oktobra. V gostinskem delu je 81 sedežev in točilnica ogrevani s pečjo; v 17 sobah je 105 postelj, na skupnem ležišču pa 30 ležišč; tu je še WC, umivalnica z mrzlo vodo, tekoča voda, agregat za elektriko, radijska zveza; ima tudi zimsko sobo z 12 ležišči.

## Dostopi
- 3.30 h: iz doline Kamniške Bistrice od Doma v Kamniški Bistrici (601 m)
- 2.00 h: od kmetije Suhadolnik (896 m) pod Grebenom ali čez Taško
- 3.00 h: od AP Leskovec v Zgornji Kokri mimo Suhadolnika in čez Suhi dol

## Prehodi
- 5 h: do Češke koče na Spodnjih Ravneh (1542 m) prek Mlinarskega sedla
- 5 h: do Češke koče na Spodnjih Ravneh (1542 m) čez Dolško škrbino
- 5.30 h: do Frischaufovega doma na Okrešlju (1396 m) skozi Turski žleb
- 6 h: do Koče na Kamniškem sedlu (1864 m) čez Sleme in Tursko goro
- 5 h: do Planinskega doma na Gospincu (1491 m) čez Kalce
- 6 h: do Planinskega doma na Gospincu (1491 m) čez Kalški greben

## Vzponi na vrhove
- 2 h: Grintovec (2558 m)
- 1 h: Kalška gora (2047 m)
- 2.30 h: Kalški greben (2224 m)
- 3.30 h: Jezerska Kočna (2540 m)
- 3 h: Skuta (2532 m)